# Sociedad Artístico Musical de Castellnovo
La Societat Artística Musical de Castellnovo és una associació sense ànim de lucre de la població de Castellnou (Alt Palància), creada el 1914 que té per finalitat el manteniment d'una Banda de Música. Esta institució lúdic-educativa, constitueix u dels focus culturals més importants de la localitat i ha mantés una tasca semblant a la resta de les societats musicals del País Valencià.
Per al seu manteniment compta amb una important base social que, amb les seues aportacions, manté una Escola d'Educands, fa possible la compra d'instruments i la preparació d'actuacions musicals. En 2015 va rebre la medalla d'or de l'Ajuntament de Castellnou.